# Ère formative
Plusieurs chronologies de l'histoire des Amériques incluent une ère formative ou une période formative. Elle est souvent sous-divisée, par exemple en "Début", "Moyen" et "Fin".
L'ère formative est la troisième des cinq étapes définies par Gordon Willey et Philip Phillips dans leur livre en 1958 Method and Theory in American Archaeology. Les Cultures de la formation sont censés maitriser la poterie, le tissage, et avoir développé la production alimentaire; normalement, elles sont très largement tributaires de l'agriculture. L'organisation sociale implique des villes et villages permanents, ainsi que les premiers centres de cérémonie. Idéologiquement, les premiers prêtres ou théocraties sont présents ou en cours de développement.
Parfois cette période est appelée Ère pré-classique, elle suit le stade archaïque :
1. L'ère lithique ;
2. L'ère archaïque, entre autres l'ère archaïque de l'Amérique du Nord ;
3. L'ère formative ;
4. L'ère classique ;
5. L'ère post-classique.

Les dates et les caractéristiques de la période varient considérablement entre les différentes zones des Amériques.

## Amérique du Nord
Dans la classification chronologique de l'Amérique du Nord, l'ère formative est un terme appliqué aux cultures théoriques de l'Amérique du Nord qui existaient entre 1000 av. J.-C. et 500. Il existe d'autres systèmes de classification, dans lesquels cette période correspond à la Période sylvicole.
L'ère de la formation, l'ère Classique et l'ère post-Classique sont parfois regroupées en une seule période, la période post-archaïque, qui s'étend de 1000 av. J.-C. à aujourd'hui. Les sites et les cultures comprennent : Adena, Old Copper, Oasisamérique, Période sylvicole, Fort Ancient, Culture Hopewell et Civilisation du Mississippi.

## La Méso-Amérique
En Méso-chronologie, l'ère formative commence vers 2000 av. J.-C. et se termine en 250, couvrant toute la civilisation olmèque et les premiers stades de la Civilisation maya.

## L'Amérique du Sud
Dans la chronologie précolombienne du Pérou, la Période de formation se divise en 2 parties.
- La Période Initiale, à partir de 1800 av. J.-C. jusqu'en 900 av. J.-C. (Chiripa, Kotosh, Cupisnique, Las Haldas, Sechin Alto),
- La Période de formation, de 900 av. J.-C. jusqu'à 200 av. J.-C., (Chavín, Chiripa, Paracas, Chanquillo).